# Brandon Prideaux
Brandon Prideaux (ur. 18 sierpnia 1976 w Seattle) – amerykański piłkarz grający na pozycji obrońcy.
Podczas swej kariery piłkarskiej reprezentował barwy Seattle Sounders, Kansas City Wizards, D.C. United, Colorado Rapids oraz Chicago Fire. W tym ostatnim klubie zakończył karierę 14 listopada 2009 po meczu z Real Salt Lake, kiedy to klub z Chicago odpadł z 2009 MLS Cup po rzutach karnych.
W MLS rozegrał 272 spotkania.